# Злобин, Николай Николаевич
Николай Николаевич Злобин (14 августа 1874 — 1933, Польша) — русский морской офицер, капитан 1-го ранга (1916), украинский государственный и военный деятель. Последний Министр морских дел УНР в 1919 году.

## Биография
Родился 14 августа 1874 года.  

### В Российском императорском флоте
Окончил Морской кадетский корпус. В 1891 году начал военную службу на Балтийском флоте. Мичман (15.09.1894). Лейтенант (18.04.1899).  
Находился в зарубежных плаваниях на кораблях Черноморского флота: мореходных канонерских лодках «Черноморец» (1898—1899 годы), «Кубанец» (1902 год). Командовал миноносцами «Живучий» (1907—1908), «Свирепый» (1908—1909). Капитан 2-го ранга (6.12.1908).  
Старший офицер транспорта «Волхов» (1910—1911 годы). В 1912—1917 годы командовал речной канонерской лодкой «Вьюга» на Амуре. Капитан 1-го ранга (30.07.1916).

### Во флоте УНР
В начале 1918 года прибыл в Киев, где занимал ряд должностей в Министерстве морских дел правительства УНР. С 24 апреля 1919 по 24 сентября 1919 — Министр морских дел УНР.
Совместно с С. А. Шрамченко, сформировал 1-й Гуцульский полк морской пехоты на Покутье. А вместе с М. И. Билинским 24 июля приступил к формированию второго полка в Каменец-Подольском. 29 июля капитан 1-го ранга Злобин, провёл министерскую инспекцию вновь созданного гуцульского полка морской пехоты, своим приказом ввёл его в дивизию морской пехоты, которую включил в состав армейской группы генерала М. В. Омельяновича-Павленко.
Летом 1919 года Решением правительства Министерство морских дел УНР было преобразовано в Главное управление Военно-Морского флота общевойскового министерства, а с марта 1920 года — в Главную Военно-Морскую Управу, которую возглавил Злобин.
В апреле 1920 Николай Злобин участвовал в наступлении украинского-польских войск на Киев. После освобождения Киева 7 мая в правительстве УНР Начальник морских сил контр-адмирал Михаил Остроградский приказал для защиты мостов и переправ через Днепр, сформировать Днепровскую военную флотилию и флотский полуэкипаж которые возглавил Злобин.
5 июня конная армия Семёна Будённого прорвала фронт в районе Канев — Белая Церковь. На базе подразделений которыми командовал Злобин, было сформировано подразделение морской пехоты. В первые дни июня из личного состава был сформирован экипаж бронепоезда «Черноморец». 21 ноября Николай Злобин с экипажем бронепоезда прикрывал отступление украинских войск за Збруч.
После поражения Николай Злобин был интернирован и находился в польских лагерях. В 1933 году умер в эмиграции.